# Paralcis obliquifascia
Paralcis obliquifascia là một loài bướm đêm trong họ Geometridae.